# 翅果藤属
翅果藤属（学名：Myriopteron）是萝藦科下的一个属，为缠绕状、柔弱灌木;叶对生植物。该属仅有翅果藤（Myriopteron extensum）一种，分布于亚洲热带地区至中国西南部。